# 伊勒伊瑟恩
伊勒伊瑟恩（法語：Illhaeusern，法語發音：[ilœjzəʁn] ⓘ）是法国上莱茵省的一个市镇，属于科尔马-里博维莱区。

## 地理
伊勒伊瑟恩（48°11'4"N, 7°26'6"E）面积10.46 平方千米，位于法国大東部大區上莱茵省，该省份为法国东部内陆省份，是阿尔萨斯的一部分，今与下莱茵省组成了阿尔萨斯欧洲集体，其北临下莱茵省，西接孚日省，西南接贝尔福地区省，东侧沿莱茵河与德国相望，南与瑞士接壤。
与伊勒伊瑟恩接壤的市镇（或旧市镇、城区）包括：格吕瑟奈姆、科尔马、盖马尔、埃尔瑟奈姆、奥讷奈姆。
伊勒伊瑟恩的时区为UTC+01:00、UTC+02:00（夏令时）。

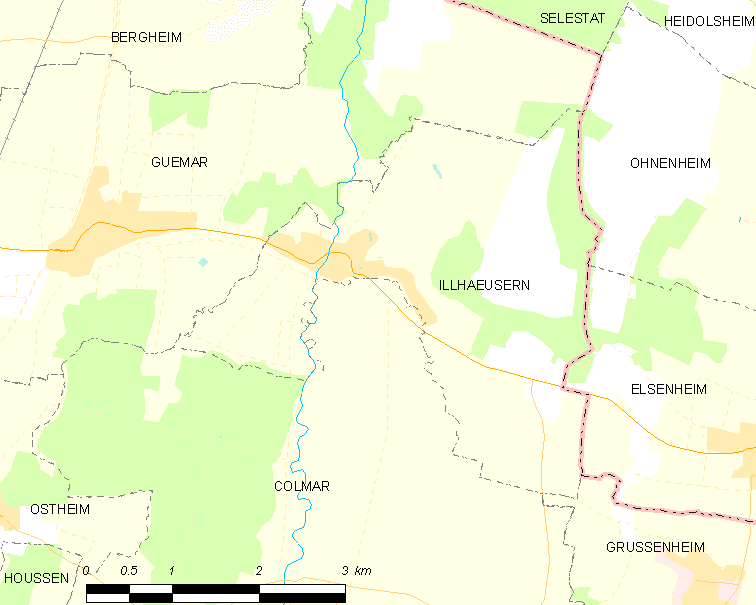
伊勒伊瑟恩的OSM定位图

## 行政
伊勒伊瑟恩的邮政编码为68970，INSEE市镇编码为68153。

## 政治
伊勒伊瑟恩所属的省级选区为圣玛丽欧米讷县。

## 人口

1962-2008年间伊勒伊瑟恩人口变化图示

伊勒伊瑟恩于2022年1月1日时的人口数量为719人。